# A Love Sublime
A Love Sublime er en amerikansk stumfilm fra 1917 af Wilfred Lucas og Tod Browning.

## Medvirkende
- Wilfred Lucas - Philip
- Carmel Myers - Toinette
- F. A. Turner
- Alice Wilson
- George Beranger